# William Edward Story
William Edward Story (29 avril 1850 - 10 avril 1930) est un mathématicien américain qui enseigne à l'Université Johns-Hopkins et à l'Université Clark.

## Biographie
William est né à Boston d'Isaac Marion Story (1818-1901) et d'Elizabeth Bowen Woodberry (1817-1888). Il fréquente le lycée de Somerville, dans le Massachusetts, et entre à l'université Harvard à l'automne 1867. Il est diplômé avec mention en mathématiques et commence des études supérieures en Allemagne en septembre 1871. À Berlin, il assiste aux conférences de Weierstrass, Ernst Kummer, Helmholtz et Dove. À Leipzig, il suit les cours de Karl Neumann, Bruhns, Mayer, Van der Müll et Engelmann. Il obtient un doctorat à Leipzig en 1875 avec une thèse "Sur les relations algébriques existant entre les polaires d'une quantique binaire".
Il commence sa carrière d'enseignant à Harvard en tant que tuteur. Avec la création de l'Université Johns-Hopkins en 1876, Story est recruté par Daniel Coit Gilman en tant qu'associé. James Joseph Sylvester dirige le programme en mathématiques. Jusqu'en 1879, Story est le seul autre professeur de mathématiques en plus de Sylvester. Story joue un rôle déterminant dans le lancement de deux projets de publication : The Johns Hopkins University Circulars est un article étudiant détaillant les cours et les participants. L'American Journal of Mathematics est également lancé en tant qu'effort conjoint de Sylvester et Story, mais bientôt Story est remplacé par Thomas Craig en tant que rédacteur en chef. En 1893, Story devient professeur associé ; il enseigne des cours sur les quaternions, les fonctions elliptiques, la théorie des invariants, l'astronomie mathématique et l'élasticité mathématique. Story donne également des cours d'introduction pour les étudiants diplômés, arpentant l'ensemble du domaine. Le Séminaire mathématique mensuel devient une société mathématique hebdomadaire, divisée en trois parties ; Story supervise la section sur la géométrie et les quaternions.
Lorsque l'Université Clark est créée en 1889, le président G. Stanley Hall embauche Oskar Bolza et Story pour diriger le département de mathématiques. Henry Taber est embauché comme docent, il a étudié avec Story à Johns Hopkins. Solomon Lefschetz et d'autres mathématiciens contribuent à faire de Clark le principal site de mathématiques aux États-Unis jusqu'en 1892, date à laquelle l'Université de Chicago l'éclipse.
L'Université Clark cesse son programme d'études supérieures en 1919 et Story prend sa retraite en 1921.